# Eric Campbell (cestista)
Eric Dewayne Campbell (Thomasville, 22 agosto 1977) è un ex cestista statunitense.

## Palmarès

### Squadra
- Campionato francese: 2

Le Mans: 2005-2006
ASVEL: 2008-2009
- Campionato israeliano: 1

Hapoel Holon: 2007-2008
- Semaine des As: 2

Le Mans: 2006
ASVEL: 2010
- Match des Champions: 1

ASVEL: 2009

### Individuale
- MVP Semaine des As: 1

Le Mans: 2006